# Кабусики-гайся
Кабусики-гайся (яп. 株式会社) — один из видов корпораций или компаний (яп. 会社 кайся), определённый в рамках японского законодательства. Также используется вариант написания «кабусики-кайся», преобладавший в словарях до 1960-х годов. В современном японском языке используется произношение с «г», озвонченным согласным (рэндаку).
Термин может использоваться как перед названием компании (株式会社電通 — Кабусики гайся Дэнцу), так и после (トヨタ自動車株式会社 — Тоёта дзидося кабусики-гайся). В самой Японии кабусики-гайся чаще всего переводится как Co., Ltd.. В зарубежных текстах термин переводится как «акционерные компании», акционерные общества. Хотя официальным переводом, предлагаемым японским правительством, является «промышленная корпорация» или «торговая корпорация», в настоящее время в словарях используются «акционерные компании».